# 영웅전설: 계의 궤적 -Farewell, O Zemuria-
영웅전설: 계의 궤적 -Farewell, O Zemuria-(英雄伝説 界の軌跡 -Farewell, O Zemuria-, The Legend of Heroes: Trails Beyond the Horizon)는 2024년 니혼 팔콤이 개발한 롤플레잉 비디오 게임이다. 이 게임은 더 큰 영웅전설 프랜차이즈의 일부인 궤적 시리즈의 일부이며, 영웅전설 여의 궤적 II (2022)의 후속작이다.
영웅전설 계의 궤적은 2024년 9월 플레이스테이션 4와 플레이스테이션 5용으로 일본에서 출시되었다. 클라우디드 레퍼드 엔터테인먼트(Clouded Leopard Entertainment)에 의해 Windows용 중국어 및 한국어 버전이 2025년 1월에 출시되었다. NIS 아메리카가 유통하는 영어 버전(닌텐도 스위치 및 Windows 버전 포함)은 2025년 말에 출시될 예정이다.

## 개발 및 출시
영웅전설 계의 궤적은 더 큰 영웅전설 프랜차이즈의 일부인 궤적 시리즈의 일부이며, 영웅전설 여의 궤적 II (2022)의 후속작이다. 이 게임은 니혼 팔콤이 개발했으며 2024년 9월 26일 일본에서 플레이스테이션 4와 플레이스테이션 5용으로 출시되었다. 중국어 및 한국어 버전은 클라우디드 레퍼드 엔터테인먼트에 의해 2025년 1월 23일 Windows용으로 출시되었다. NIS 아메리카가 유통하는 영어 버전(닌텐도 스위치 및 Windows 버전 포함)은 2025년 말에 출시될 예정이다.